# 和富
和富（英語：Provident，代號C19）曾是香港東區區議會下轄的選區，1988年設立，1994年定為單議席選區並採用現名，2023年取消，末任區議員為工聯會香港立法會議員郭偉强。

## 範圍
選區位於北角北部，現時包括和富中心和和富道、大部份馬寶道、小部份渣華道附近的樓宇，與其相連的選區有炮台山、城市花園、堡壘、錦屏和健康村，投票站設於渣華道市政大廈內的渣華道體育館。

## 沿革
和富選區可以追溯到1988年區議會選舉所設立的雙議席北角北選區，1993年港督彭定康推行政改方案改革區議會，取消所有委任議席及雙議席選區制度，全面實行單議席單票制，並改由選區分界及選舉事務委員會制定，區議會選區數目亦隨人口變動而大幅增加，雙議席北角北選區依和富中心、北角邨及堡壘街範圍分拆為丹拿、北角邨選區及堡壘選區的一部分。
1994年區議會選舉，工聯會出身的時任北角北區議員王國興以民主建港聯盟身份參選和富選區，對手是自由黨黃榮昌，由於此區屬傳統左派地盤，最終王國興以1,527票大比數擊敗對手。
1999年區議會選舉，議席只有民建聯王國興爭取連任，王國興自動當選，其後更擔任東區區議會副主席。
2003年區議會選舉，因應北角邨清拆，本區吸納部分北角邨選區範圍，形成現有模樣。王國興尋求連任，對手是獨立民主派人士梁貫倫，最終王國興以2,665票擊敗對手連任。
2007年區議會選舉，人口估算約20,785人，其中有10,201位選民。王國興由於預備轉戰立法會新界西選區而不再連任，工聯會改派上屆於黃大仙區參選的郭偉强（兩次參選時都沒表明黨籍），對手是律師莊重慶，最終郭偉强以2,527票大比數擊敗對手，之後郭在2008年加入民建聯。
2011年區議會選舉，選區人口約20,029人，其中有10,234位選民，只有郭偉强報名而自動當選。由此屆區議會選舉開始，工聯會民建聯分家，郭氏則在2012年立法會選舉當選勞工界議員前退出民建聯。2015年區議會選舉，郭氏再次自動當選，其後2016年更接棒王國興當選香港立法會香港島直選議員。
2019年區議會選舉，郭偉強僅以48票險勝民主派的政治素人陳嘉陽及保民聯林斯嵐，保住議席。2021年立法會選舉，基於郭偉强立法會任內多項爭議，工聯會改派吳秋北參選本區所在的香港島東選區，而郭偉强改循勞工界功能界別參選。
和富選區隨着2023年選舉改革被撤銷，與太古城西、太古城東、寶馬山、炮台山、城市花園、堡壘、錦屏、丹拿、健康村及鰂魚涌選區合併為太北選區。

## 歷屆議員
| 選區名稱 | 屆別           | 議員   | 政治聯繫        | 政治聯繫                          | 議員                              | 政治聯繫                          | 政治聯繫 |
| -------- | -------------- | ------ | --------------- | --------------------------------- | --------------------------------- | --------------------------------- | -------- |
| 北角北   | 1988年－1991年 | 陳婉嫻 |                 | 工聯會                            | 柯渭強                            |                                   | 無黨籍   |
| 北角北   | 1991年－1994年 | 王國興 | 趙承基          | 工聯會                            |                                   |                                   | 無黨籍   |
| 和富     | 1994年－1999年 | 王國興 | 民建聯 · 工聯會 | 分拆北角邨選區後， 定為單議席選區 | 分拆北角邨選區後， 定為單議席選區 | 分拆北角邨選區後， 定為單議席選區 |          |
| 和富     | 2000年－2003年 | 王國興 | 民建聯 · 工聯會 | 分拆北角邨選區後， 定為單議席選區 | 分拆北角邨選區後， 定為單議席選區 | 分拆北角邨選區後， 定為單議席選區 |          |
| 和富     | 2004年－2007年 | 王國興 | 民建聯 · 工聯會 | 分拆北角邨選區後， 定為單議席選區 | 分拆北角邨選區後， 定為單議席選區 | 分拆北角邨選區後， 定為單議席選區 |          |
| 和富     | 2008年－2011年 | 郭偉强 | 民建聯 · 工聯會 | 分拆北角邨選區後， 定為單議席選區 | 分拆北角邨選區後， 定為單議席選區 | 分拆北角邨選區後， 定為單議席選區 |          |
| 和富     | 2012年－2015年 | 郭偉强 | 工聯會          | 分拆北角邨選區後， 定為單議席選區 | 分拆北角邨選區後， 定為單議席選區 | 分拆北角邨選區後， 定為單議席選區 |          |
| 和富     | 2016年－2019年 | 郭偉强 | 工聯會          | 分拆北角邨選區後， 定為單議席選區 | 分拆北角邨選區後， 定為單議席選區 | 分拆北角邨選區後， 定為單議席選區 |          |
| 和富     | 2020年－2023年 | 郭偉强 | 工聯會          | 分拆北角邨選區後， 定為單議席選區 | 分拆北角邨選區後， 定為單議席選區 | 分拆北角邨選區後， 定為單議席選區 |          |

## 歷屆選舉結果
| 政党   | 政党     | 候选人    | 票数  | %     | ±      |
| ------ | -------- | --------- | ----- | ----- | ------ |
|        | 工聯會   | 1. 郭偉强 | 3,229 | 49.68 | ▼40.15 |
|        | 北炮同盟 | 2. 陳嘉陽 | 3,181 | 48.94 | ▲48.94 |
|        | 保民聯   | 3. 林斯嵐 | 90    | 0.01  | 不適用 |
| 多数票 | 多数票   | 多数票    | 48    | 0.74  | 不適用 |

| 政党   | 政党   | 候选人 | 票数     | %      | ±      |
| ------ | ------ | ------ | -------- | ------ | ------ |
|        | 工聯會 | 郭偉强 | 自動當選 | 不適用 | 不適用 |
| 多数票 | 多数票 | 多数票 | 不適用   | 不適用 | 不適用 |

| 政党   | 政党           | 候选人 | 票数     | %      | ±      |
| ------ | -------------- | ------ | -------- | ------ | ------ |
|        | 工聯會/ 民建聯 | 郭偉强 | 自動當選 | 不適用 | 不適用 |
| 多数票 | 多数票         | 多数票 | 不適用   | 不適用 | 不適用 |

| 政党   | 政党   | 候选人    | 票数  | %     | ±      |
| ------ | ------ | --------- | ----- | ----- | ------ |
|        | 工聯會 | 1. 郭偉强 | 2,527 | 89.83 | 不適用 |
|        | 建制派 | 2. 莊重慶 | 286   | 10.17 | 不適用 |
| 多数票 | 多数票 | 多数票    | 2,241 | 79.66 | ▲36.11 |

| 政党   | 政党           | 候选人    | 票数  | %     | ±      |
| ------ | -------------- | --------- | ----- | ----- | ------ |
|        | 獨立民主派     | 1. 梁貫倫 | 1,048 | 28.23 | 不適用 |
|        | 民建聯/ 工聯會 | 2. 王國興 | 2,665 | 71.77 | ▼14.55 |
| 多数票 | 多数票         | 多数票    | 1,617 | 43.55 | 不適用 |

| 政党   | 政党           | 候选人 | 票数     | %      | ±      |
| ------ | -------------- | ------ | -------- | ------ | ------ |
|        | 民建聯/ 工聯會 | 王國興 | 自動當選 | 不適用 | 不適用 |
| 多数票 | 多数票         | 多数票 | 不適用   | 不適用 | 不適用 |

| 政党   | 政党           | 候选人 | 票数  | %     | ±      |
| ------ | -------------- | ------ | ----- | ----- | ------ |
|        | 民建聯/ 工聯會 | 王國興 | 1,527 | 86.32 | 新選區 |
|        | 自由黨         | 黃榮昌 | 242   | 13.68 | 新選區 |
| 多数票 | 多数票         | 多数票 | 1,285 | 72.64 | 新選區 |

| 政党   | 政党     | 候选人 | 票数  | %     | ±      |
| ------ | -------- | ------ | ----- | ----- | ------ |
|        | 工聯會   | 王國興 | 2,490 | 49.24 | 不適用 |
|        | 建制派   | 趙承基 | 1,720 | 34.01 | 不適用 |
|        | 公民協會 | 柯渭強 | 847   | 16.75 | 不適用 |
| 多数票 | 多数票   | 多数票 | 873   | 17.26 | 不適用 |

| 政党   | 政党     | 候选人 | 票数  | %     | ±      |
| ------ | -------- | ------ | ----- | ----- | ------ |
|        | 工聯會   | 陳婉嫻 | 2,119 | 32.91 | 不適用 |
|        | 公民協會 | 柯渭強 | 1,953 | 30.34 | 不適用 |
|        | 獨立     | 吳子經 | 1,150 | 17.86 | 不適用 |
|        | 獨立     | 周國廉 | 682   | 10.59 | 不適用 |
|        | 獨立     | 吳建偉 | 534   | 8.29  | 不適用 |
| 多数票 | 多数票   | 多数票 | 803   | 12.47 | 不適用 |